# Коган, Игорь Владимирович
И́горь Влади́мирович Ко́ган (род. 14 декабря 1969 года, Чарджоу, Туркменская ССР) — банкир и инвестор. Бывший председатель правления «Нордеа Банка».
На 2022 год является гражданином Российской Федерации, Республики Кипр, Государства Израиль.

## Образование
В 1991 году окончил Государственный педагогический университет имени В. И. Ленина по специальности «Математика и информационные технологии».
В 1994 году, после окончания аспирантуры, защитил кандидатскую диссертацию на тему «Моделирование процессов управления рыночными структурами в условиях переходного периода (на примере коммерческих банков)» в Экономико-математическом институте Российской академии наук в Москве.
В 2000 году повысил свою академическую квалификацию, получив степень магистра делового администрирования по специальности «Международная экономическая деятельность коммерческих банков: валютное регулирование и контроль» в Финансово-банковском Центре Московской Международной школы бизнеса (МИРБИС).

## Карьера

### Начало карьеры
Студентом совмещал учебу с работой программистом в только что появившихся кооперативах, а после окончания института создал свою фирму, торговавшую компьютерами и программным обеспечением.
В 1990-е годы работал начальником операционного зала в Первом городском банке (ПГБ).
В 1994 году получил должность главы отдела департамента инвестиций «Инфобанка», а в 1996-м стал заместителем председателя правления. Покинул компанию в 1998 году.

### Банковская сфера

#### Нордеа Банк
Осенью 1999 года Игорь Коган нашёл инвесторов, которые профинансировали приобретение и капитализацию до приемлемого уровня проигравшегося на ГКО Оргрэсбанка. Коган стал заместителем председателя правления кредитной организации, а спустя два месяца возглавил ее. Управляя банком, Коган добился того, что к 2007 году Оргрэсбанк занимал крепкие позиции на российском рынке. В этом же году он организовал продажу контрольного пакета акций банка (75,1 %) скандинавской группе Nordea. При этом акции были приобретены с коэффициентом цены 3,9 к капиталу, хотя банки в то время торговались в среднем по цене 3—3,2 капитала. Коган не только остался председателем правления банка, но и полностью сохранил российскую команду топ-менеджеров.
В декабре 2008 года, в разгар кризиса, Nordea стала обладателем 100 % пакета акций Оргрэсбанка, приобретя оставшуюся часть ценных бумаг. Игорю Когану удалось завершить сделку с инвесторами на докризисных условиях. Этот факт примечателен: в тот период нередко сделки отменялись или их условия пересматривались.
В 2009 году Оргрэсбанк сменил название на «Нордеа Банк». Игорь Коган перешел с поста председателя правления на должность заместителя председателя Совета директоров российской дочки Группы Nordea. Коган добился того, что к 2014 году банк входил в двадцатку крупнейших в стране. В результате грамотной кредитно-инвестиционной политики, проводимой Коганом в кризис, в 2015 году «Нордеа Банк» стал самым надёжным банком России, по версии Forbes. В том же году головная компания начала постепенно сокращать бизнес на российском рынке, в частности — розничное направление. При этом в 2020 году «Нордеа Банк» оставался в топ-10 самых надежных банков в России по версии Forbes. Игорь Коган покинул «Нордеа Банк» в 2019 году. В 2020 году акционеры банка приняли окончательное решение об уходе с российского рынка. 16 апреля 2021 года лицензия на осуществление банковских операций у АО «Нордеа Банк» была аннулирована.

#### Бюро кредитных историй
Игорь Коган инициировал разработку законодательной базы для создания института бюро кредитных историй (БКИ) и регулирования их деятельности в России. В качестве эксперта он готовил законопроект вместе с рабочей группой Министерства экономического развития и торговли и был консультантом при его доработке перед подачей в Государственную Думу. В результате ФЗ № 218-ФЗ «О кредитных историях» от 30.12.2004 был принят с его замечаниями, дополнениями и корректировками. Бюро кредитных историй предоставляют сведения о кредитной истории заёмщика и являются неотъемлемой частью современного отечественного финансового рынка: при принятии решений о выдаче/реструктуризации ссуд банки уделяют большое внимание кредитным историям клиентов.

#### Другие посты
В 2009 году Игорь Коган вошёл в совет Ассоциации российских банков (АРБ). На 2022 год не является его членом.
С 2009 по 2015 года входил в Наблюдательный совет «Агентства по ипотечному жилищному кредитованию» (с 2018 года «Дом.рф»).
В 2014—2015 годах был председателем наблюдательного совета некоммерческого партнерства «Межбанковская расчетная система».

### Публикации в журналах
В период с 2010 по 2014 год опубликовал более 25 статей в колонке «Финансист» деловой ежедневной газеты «Ведомости». Статьи были посвящены широкому спектру тем, касающихся банковского и инвестиционного секторов, начиная от управления рисками и корпоративной культуры организаций и заканчивая регулированием финансовых рынков, а также ролью и значимостью социальных сетей в банковской сфере.

### Прочее
Являлся членом совета директоров компании «Аэрофлот» с 2012 до 2015 года, а также руководил комитетом по аудиту. Благодаря, в том числе, инициативам комитета по аудиту, возглавляемому Игорем Коганом, капитализация компании за этот период увеличилась с почти 50 млрд рублей в 2012-м до 62,305 в 2015 году. Также комитет под руководством Игоря Когана координировал работу по реформированию системы внутреннего аудита, что привело к улучшению системы управления компанией.
В 2015 году вышел из состава кадрового резерва президента Дмитрия Медведева, в котором состоял с 2010 года.

## Общественная деятельность
В середине 2000-х был зампредседателя Наблюдательного совета Российской шахматной федерации. В его обязанности входило управление финансами.
С 2018 года по сентябрь 2022 года занимал должность заместителя председателя правления ФИДЕ.

## Личная жизнь
Отец — Владимир Коган (1943), преподаватель. Мать — Стелла Бережковская (1944), преподаватель. Сестра — Алла Коган (1975). Женат, четверо детей.

## Награды
- Почётный знак «За заслуги перед банковским сообществом» (2006)[25]